# Laura Esposto
Laura Esposto (Bologna, 8 agosto 1978) è una conduttrice televisiva ed ex modella italiana.

## Biografia
Si trasferisce a Milano nel 2002 dove inizia a lavorare come modella per l'agenzia "Fashion Model". Nel 2003 e nel 2004 Laura continua la sua carriera di modella a Los Angeles dove è testimonial nello Spot per "Carl' Jr" realizzato in Messico e protagonista di un altro spot per gli "Mtv European Music Awards" assieme ad altre due modelle e al famoso rapper Xzibit. Nell'estate del 2007 si trasferisce a Londra dove conduce il programma "Football Italiano" su Five, emittente in chiaro visibile in tutta l'Inghilterra e l'Irlanda durante la stagione calcistica 2007/2008. 
A marzo del 2008 conduce la serata di Gala della "Dolce Vita" a Londra, il Dolce Tribute Award dove viene premiato, tra gli altri, Marcello Lippi. 
Nell'estate del 2008 rientra nuovamente in Italia dove conduce "Tutti i gol minuto per minuto" per 3 TV - stagione calcistica 2008/2009 assieme a Ivan Zazzaroni e Giovanni Galli e il TgFai, una rubrica di approfondimento sul mondo dei trasporti per Canale Italia.
Nel marzo del 2009 Laura viene inserita in una prestigiosa classifica del The Sun, la "Top 10 Tv Sport Babes" (le ragazze delle tv sportive), ove si aggiudica la posizione numero 5. Durante la stagione calcistica 2009/2010 affianca Gene Gnocchi come "Regina del Jet Set Calcistico Internazionale" nell'irriverente programma domenicale sul campionato Gnok Calcio Show in diretta su Sky Sport.
Il 28 maggio 2010 conduce l'evento di presentazione dell'Italia per l'assegnazione dell'Europeo 2016, davanti al comitato esecutivo dell'UEFA e alla stampa a Ginevra. 
Dal luglio 2010 è giornalista pubblicista lavora anche per Milan TV.
Il 9 gennaio 2011 ha partecipato come Special Guest al programma "Super sunday Plus" su Fox Soccer Channel USA - sezione di Fox Sports a Los Angeles per dare il suo punto di vista sulla Serie A. 
Durante la stagione calcistica 2010/2011 conduce "Studio1Stadio", un magazine calcistico di approfondimento curato da Gianfranco Teotino in diretta su Studio1 sul Digitale Terrestre. Collabora con TalkSPORT Radio che trasmette da Londra, dando il suo punto di vista sulla Serie A con collegamenti in diretta. 
Dal 13 ottobre 2012 conduce con Massimo Caputi B Live, la trasmissione dedicata alla serie B su Serie B TV, nuova piattaforma lanciata dalla Lega Serie B su Europa7 HD.  Dal maggio 2017 lavora a Sportitalia.